# Rom intensiv
Rom intensiv, Untertitel Mein Jahr in der ewigen Stadt, ist der literarische Niederschlag des Stipendiums der Deutschen Akademie Rom Villa Massimo, mit dem der Schriftsteller Feridun Zaimoglu 2005 ausgezeichnet wurde. 
Ihre Erstveröffentlichung erfuhren die in Form von Glossen gehaltenen Geschichten 2005 als wöchentliche Serie in den Kieler Nachrichten. Das Buch mit den 54 Kurzgeschichten, die Zaimoglus Leben in Rom beschreiben, erschien 2007.
Für Anja Hirsch von der FAZ enthält das Buch „mit leichter Hand (gefertigte) Tages-Skizzen“. Die Rezensentin freut sich über die „Fabulierlust“ des Autors. Volker Breidecker von der Süddeutschen Zeitung äußert sich sogar regelrecht verliebt in das „schräge, kleine“ Buch. Mehrfach verglichen wurde das Buch mit Rolf Dieter Brinkmanns Rom-Arbeit. Die NZZ-Redaktion bemerkt allerdings, dass Zaimoglus Arbeit nicht mehr verzweifelt an einer Zerrüttung „der Zivilisation“, sondern ihr vielmehr mit „sympathisch schlampiger Nonchalance“ entgegentritt.

## Einzelbelege
1. ↑  Feridun Zaimoglu: Rom intensiv. Mein Jahr in der ewigen Stadt. In: perlentaucher.de. Abgerufen am 16. März 2024.